# Японское завоевание Тайваня
Японское завоевание Тайваня — процесс установления власти Японской империи над островом Тайвань, переданным ей в 1895 году в соответствии с условиями Симоносекского договора.

## Предыстория
В 1895 году Цинская империя проиграла японо-китайскую войну. Одним из условий завершившего войну Симоносекского договора была передача Японии острова Тайвань и островов Пэнху в Тайваньском проливе. В мае 1895 году императорским эдиктом с Тайваня была отозвана цинская администрация, а в июне на борту японского корабля состоялась церемония передачи острова победителям.
Однако население Тайваня не подчинилось императорскому приказу. 23 мая 1895 года в Тайбэе была провозглашена Тайваньская республика. Президентом республики стал губернатор провинции Тан Цзинсун, а в республиканское правительство был преобразован цинский административный аппарат управления провинцией. Для отпора японцам были созданы отряды добровольцев, во главе которых встал известный поэт Цю Фэнцзя. Однако республика при этом провозгласила «вечную верность династии Цин».

## Ход событий

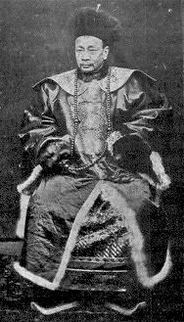
Тан Цзинсун (1841–1903), президент недолговечной Республики Формоза

В конце мая 1895 года на севере острова высадился японский десант, численностью 12 тысяч человек. В начале июня японцы без боя вошли в Тайбэй; Тан Цзинсун сбежал, а «республиканцы» отступили на юг. Столицей государства был объявлен город Тайнань, а новым президентом провозглашён герой франко-китайской войны Лю Юнфу. В центральной части острова борьбу возглавил даотай Ли Цзинсун, скоординивший действия отступивших с севера войск.
Паника и беспорядки сменились организованным сопротивлением китайцев. Бои за Синьчжу длились около двух месяцев, до конца августа продолжались боевые действия в центральной части острова. Японцы несли большие потери, из-за непривычного субтропического климата в японской армии свирепствовали болезни. В Тайнане под руководством Цю Фэнцзя были созданы парламентский исполнительный комитет и штаб обороны, во всём помогавшие президенту Лю Юнфу. Последний, однако, оставаясь верноподданным династии Цин, не делал ничего.
В октябре японцы перешли в генеральное наступление с севера на юг, а флот высадил два крупных десанта в китайском тылу. Лю Юнфу бросил войска и бежал, однако оставшиеся без командования части продолжали борьбу ещё десять дней. 21 октября японские войска вступили в Тайнань.

## Потери

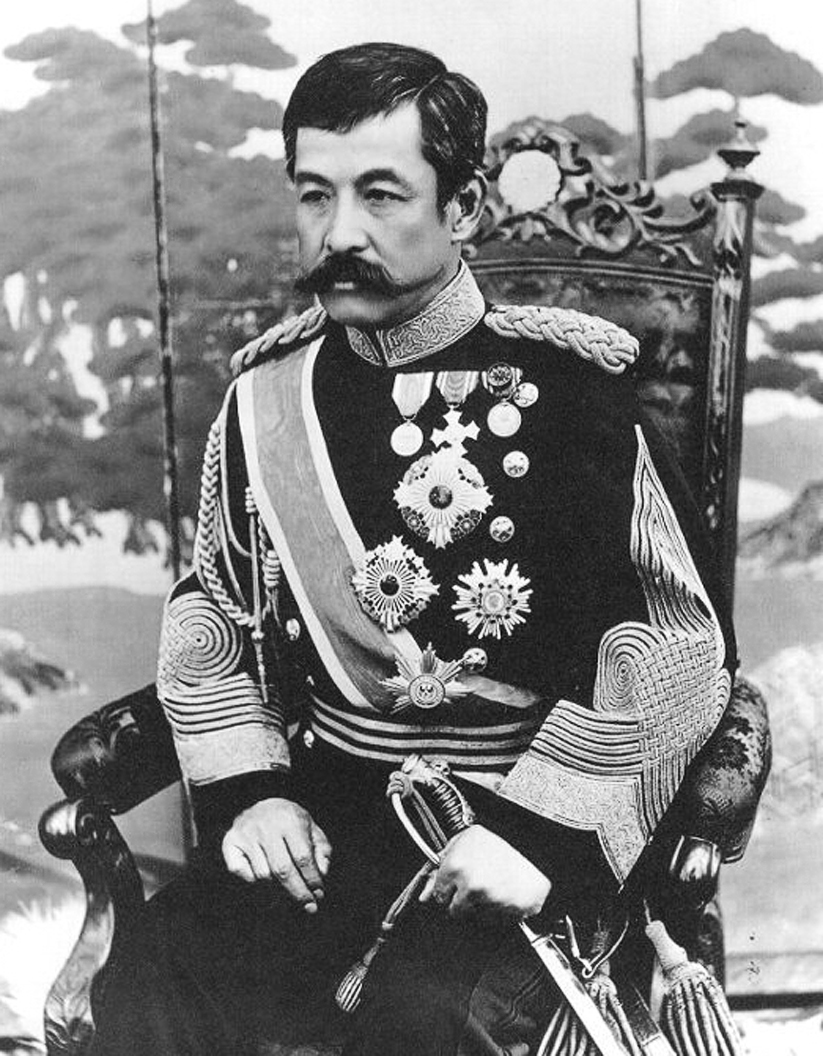
Принц Китасиракава Ёсихиса

Официально боевые потери японцев при вторжении на Тайвань были относительно небольшими: 164 солдата и офицера убиты и 515 ранены. Потери от болезней, особенно от холеры и малярии, были намного выше. Вспышка холеры в Пескадоре в конце марта 1895 г. унесла жизни более 1500 японских солдат, а ещё большее число японских солдат погибло в сентябре 1895 г. в результате вспышки малярии в Чанхуа вскоре после её захвата японцами. Согласно японским источникам, 4642 солдата умерли на Тайване и островах Пескадорес от болезней. К концу кампании 5246 японских солдат были госпитализированы на Тайване, а ещё 21 748 солдат были эвакуированы обратно в Японию для лечения.
Японские потери от болезней включали принца Китасиракава Ёсихиса, который заболел малярией 18 октября. Его состояние быстро ухудшилось, и он умер в Тайнане 28 октября, через семь дней после капитуляции города перед японцами. Его тело было доставлено в Аньпин, порт Тайнаня, отрядом борцов, которые по особому разрешению императора сопровождали дивизию императорской гвардии, и отправлено обратно в Японию для захоронения на борту парохода «Сайкио Мару». Крейсер «Ёсино» сопроводил тело принца обратно в Японию. Широко распространенная в то время на Тайване история о том, что причиной смерти принца стала рана, полученная им во время битвы при Багуашане, совершенно не соответствует действительности.
Потери китайцев и формозцев были намного выше, но их трудно оценить. Японцы обнаружили трупы около 7000 вражеских солдат на различных полях сражений войны, а общее число погибших китайцев и формозцев оценивается примерно в 14 000 человек.

## Итоги и последствия
«Республиканские» войска отступили в горы и перешли к партизанской борьбе. В декабре 1895 года на севере Тайваня вспыхнуло восстание под руководством Линь Личэна и Линь Дабэя. Повстанцы овладели Тайбэем и провозгласили Линь Личэна третьим президентом республики. Японские войска в феврале 1896 года разгромили Тайваньскую республику, однако некоторые отряды вновь ушли в горы и продолжили борьбу.
В июне 1896 году японцы обрушили репрессии на центральную часть Тайваня, где сожгли около 70 селений и перебили несколько тысяч человек. В ответ на эти зверства восстание охватило новые районы. К октябрю 1896 года отряды китайских патриотов во главе с Хуан Чоу и Цзянь И очистили от японцев весь этот район кроме Тайнаня. Японцы стянули сюда крупные силы, и с ноября здесь развернулись ожесточённые бои. Борьба продолжалась до 1902 года. Тайвань перешёл под власть Японии ценой большой крови.